# Coulombs, Eure-et-Loir

Coulombs este o comună în departamentul Eure-et-Loir, Franța. În 1 ianuarie 2022 avea o populație de 1.371 de locuitori.